# Tom Pouce en trouble
 (septembre 2024).
Si vous disposez d'ouvrages ou d'articles de référence ou si vous connaissez des sites web de qualité traitant du thème abordé ici, merci de compléter l'article en donnant les références utiles à sa vérifiabilité et en les liant à la section « Notes et références ».
 (octobre 2024).
Pour plus de détails, voir Fiche technique et Distribution.
Tom Pouce en trouble (Tom Thumb in Trouble) est un cartoon Merrie Melodies réalisé par Chuck Jones en 1940.